# (2494) Inge
(2494) Inge est un astéroïde de la ceinture principale.

## Description
(2494) Inge est un astéroïde de la ceinture principale. Il fut découvert le 4 juin 1981 à la station Anderson Mesa par Edward L. G. Bowell. Il présente une orbite caractérisée par un demi-grand axe de 3,16 UA, une excentricité de 0,07 et une inclinaison de 11,5° par rapport à l'écliptique.

## Compléments